# A Gumball csodálatos világa szereplőinek listája

Hátul Richard, balról jobbra Anais, Gumball, Darwin és Nicole, a háttérben Robinsonék

Ez a szócikk a Gumball csodálatos világa című animációs sorozat szereplőit sorolja fel.

## A Watterson család

### Gumball Watterson
Gumball Watterson a sorozat névadója, Anais és Darwin testvére. Egy kék színű kismacska, aki mindenben a csodát keresi és kalandozik, amellyel gyakran feldühít másokat. Imádja Pennyt, az agancsos földimogyorót (később alakváltó-szerű tündért) az Elmore Suliból, bár Penny apja kevésbé szimpatizál vele. Gumball elválaszthatatlan barátja Darwin, az aranyhal, akinek lába nőtt. Ez csupán "A harmadik" című részben változik, amikor Tobias Wilson elveszi tőle, ekkor egy kis ideig Alannel próbál barátkozni. Teljes nevére az első évadban derül fény. Az igazi neve, Zach, a harmadik évad "A név" című epizódjában derül ki.

### Darwin Watterson
A másik főszereplő, Gumball legjobb barátja és egyben fogadott testvére is. Lényegében egy nem annyira magas intelligenciájú aranyhal, se nem macska, se nem nyúl. "A harmadik" című epizódban felbéreli Tobiast, hogy a harmadik barát legyen, ám az Gumball helyére furakodik, végül azonban Darwin mégis Gumball mellett dönt. Szintén az első évadban, a "Micsoda buli!" című részben derül ki a teljes neve.

### Anais Watterson
Gumball és Darwin ötéves, korához képest rendkívül érett húga. Kedvenc plüssállata Csilla Csacsi, a rózsaszín szamárka. Rajong a tudományért. Egyedül ő segít Nicole-nak és Jo-Jo nagyinak a házimunkában, habár utóbbi rendszerint csak tévézni és olvasni szeret. Richard-hoz és a nagyihoz hasonlóan Anais is egy rózsaszín nyúl. A Watterson házon belül Gumball szobájában lakik, az emeletes ágy "földszintjén". Nem igen akad udvarlója, főleg gyanakvó, okoskodó és kissé parancsolgató modora miatt.

### Nicole Watterson
Richard felesége, Gumball, Darwin és Anais édesanyja. Anais-hoz hasonlóan megszállottan imádja a rendet, s néha direkt okoz felfordulást, hogy legyen mit rendbe rakni. Nem nézi jó szemmel Richard örökös lustálkodását, étvágyát és számítógép-függőségét, de mégis ritkán szól rá. Nagyon könnyen feldühíthető. Jo-Jo nagyi szerint gyakran kísértetiesen feledékeny és felelőtlen, s ez sokszor így is van. Nem nézi jó szemmel az Elmore Suli személyzetét, különösen nem Csimpilla tanárnőt, aki gyermekkorában folyamatosan lúzernek nevezte, sőt, az esküvőjén is. Gumballhoz hasonlóan egy kék macska. Leánykori vezetékneve Senicourt.

### Richard Watterson
Anais, Darwin és Gumball édesapja, Nicole férje. Nem igazán életrevaló: elképesztően lusta, éhes és számítógép-függő; mindezeknél csak a családját imádja jobban, de azt gyakran elhanyagolja. Miközben mindig a fitnesszel próbálkozik, egyre csak hízik a sok pattogatott kukorica és csokoládé miatt. Legfőbb riválisa Gaylord Robinson, a mogorva és paranoiás szomszéd, akivel még abban is rivalizálnak, hogy kinek nagyobb a szemeteskukája. Richard folyamatosan nyakkendőben jár, pedig nincs is munkája, csak két részben próbálkozott meg vele: a "Képben vagyunk"-ban már az érkezésénél kirúgták, "A munká"-ban pizzafutárnak dolgozott, amivel viszont felborította az univerzum alapjait. Van egy "gonosz" oldala is, amely elsőnek a "Varázsütésre" című részben jelentkezett, mert mesterséges varázserejével Robinsonékat csúfította. Ugyanebben a részben az is kiderül, hogy miután az anyja kiskorában elmondta, hogy mágia nem létezik, egészen az esküvőjéig ordítozott a csalódás miatt.

### Joanna Watterson
Joanna (Jo-Jo) Watterson a Watterson gyerekek nagymamája, Richard édesanyja. Főként tévézni és olvasni szeret, de "A szaktekintély" című epizódban "háziasszonyként" is láthatjuk. Felelőtlennek tartja Nicole-t, már a széltől is óvja unokáit. Anais tiszteli a leginkább, s Jo-Jo nagyi vissza is él vele, amikor a teletömött bőröndjét vele viteti fel a Watterson ház hálószobájába. Gumball egy ideig rettegett a csókjától, mivel a nagymama ajka meglehetősen zsírosként lett ábrázolva. Volt egy férje is, de jó ideje elvált tőle. Hosszú idő után Louie-val házasodott össze.

### Frankie Watterson
A Watterson gyerekek nagypapája, aki akárcsak fia, Richard, ő is meglehetősen lusta. Fia megszületése után ő és édesanyja elváltak, csak 43 évvel később találkoznak ismét. Találkozásuk után megpróbálta megvenni a Wattersonék házát, ám végül mégsem vette meg. Frankie egy szürke patkány. Először a 4. évad, "Az aláírás" című részében tűnik fel. Utána csak az 5. évad "Odakint" és a 6. évad "Az apa" című részében van főszerepe, ám már a 3. évad "A férfi" című részében Jo-Jo nagyi beszélt róla Richardnak.

## Elmore Suli

### Iskolai alkalmazottak

#### Mr. Nigel Brown
Az Elmore Suli igazgatója, egy bundás meztelencsiga. Kissé bolondos és elkalandozó. Rajong Csimpilláért. Igyekszik a legjobban vezetni az iskolát, de ebben gyakran akadályozza Gumball és Darwin az örökös csínytevéseivel. Vezetékneve – Brown, vagyis Barna – utalás bundája színéje.

#### Mr. Steve Small
Mr. Small a suli felhőszerű igazgatóhelyettese, fényképésze és iskolapszichológusa. Sokszor bolondos és önimádó. Ezen kívül bipoláris. Csimpilla és Brown rögtön őt dolgoztatják, ha katasztrófa fenyegeti az iskolát. Gumball és Darwin gyakran szabotálják a munkáját, s gyakran megfordulnak nála. Mr. Small rajong görkorcsolyázásért és a gördeszkázásért, de ebben mindig hibázik. Nem tudni, rokoni kapcsolatban áll-e a Yoshida családdal vagy Charlie-val, a Chanax Ink. dolgozójával. Mr. Small vegetáriánus, kivéve "Az én váram" és "A krumpli" epizódokban.

#### Miss Lucy Simian
Az iskolában tanító szadista és ősöreg pávián, legtöbbször Csimpillának nevezik. Szerelmes Brown igazgatóba. Ki nem állhatja Gumballt és Darwint. Minden tanár-elismerő díjat kicsikart magának, innen a „Kedvenc Tanár Díj”-at tudta megkaparintani a legnehezebben, ugyanis ki kellett csalnia Wattersonéktól.

#### Russo Edző
Az Elmore Suli edzője, Jamie édesanyja, egy 3 dimenziós rózsaszín kocka. Ő a legújabb tagja a tanári karnak, de csak egyes diákok tartoznak a csoportjába, nem az összes. "A tornatanár" című részben debütál, s egyszínű, semmilyen érzelmet nem tükröző hangon beszél. Bár tornatanárként foglalkozik, mégis futáskor hamar elfárad a kövérsége miatt, valószínűleg ezért van kocka alakja. A tornatanár című részben mesternek hívják.

#### Holdgyerek Corneille
Földrajz-tanár az Elmore Suliban, egy pixeles béka, akit először "A többiek" című részben láthatunk. Legtöbbször Breki Tanár Úr-nak nevezik. Eredetileg Mr. Corneille a neve. Lehet, hogy ő a kevésbé jelentős tanulók osztályfőnöke.

#### Rocky Robinson
Az Elmore Suli jólelkű és bolondos karbantartója, gépésze, takarítója és szakácsa Rocky, valamint ő vezeti az iskolabuszt is. "A rejtély" című részben megtudjuk, hogy egyre csak öregedik. Gyakran látni walkmannel vagy fülhallgatóval a fején. Annak ellenére, hogy soha nem kap fizetést és nincs egy munkatársa sem, imád az iskolában dolgozni. Graylord és Margaret Robinson fia, de nem örökölte szülei paranoiás és kárörvendő modorát, valamint gnóm helyett inkább zoknibábra hasonlít.

#### Könyvtáros
Egy nagy, rothadt karfiol, aki a széltől is óvja az iskolai könyvtárat. Nagy, vörös szemüvege vaksivá teszi. Dühös a csendháborítókra, de alapból morcos természetű. Kevés részben tűnik fel.

#### Fa Könyvtáros
Egy öreg fa, aki "A vád" című epizódtól kezdve a könyvtárban dolgozik, lecserélve az előzőt. Nem tűnik olyan morcosnak mint az előző, eltekintve attól, amikor meg akarta gyilkolni Anais-t és Jamie-t "A haver"-ban.

#### Joan Markham
Az Elmore Suli szigorú és összeszedett orvosa. Egy nagy sebtapasz, orvosi ruhában. Lebecsmérli Terit, mivel a medvelánynak örökös baktériumfóbiája van, s mert nem több egy gyenge papírfiguránál. A neve a 6. évadban derült ki, "A ketrec"-ben.

### Csimpilla tanárnő diákjai

#### Tobias Wilson
Az iskola egyik leggyakoribb és legszínesebb tanulója. Nagyon önimádó, olykor légből kapott históriáival "szórakoztatja" lány osztálytársait. "A lovagok" epizódban egy középkori csatát akar eljátszani Pennyvel, ám erre vonatkozó célzásait Gumball udvarlásnak vette, ezért összeverekedett vele. Tobias "A harmadik" című részben debütál, amikor Darwin 20 dollárral lefizeti, hogy a barátjuk legyen, de Tobias kitúrja a helyéről Gumballt.

#### Carrie Krueger
Carrie egy kimerült, elmebeteg, szerencsétlen kísértet, akin sokszor keresztülnéznek a többiek. Képes a teleportációra és meg tudja szállni mások testét. A "Halloween"-ben Gumball és Darwin túl sok szellemitalt ivott, amitől kis ideig teljesen szellemek lettek. Carrie élvezi, hogy depressziós, s nagyon rosszindulatú egyesekkel, mivel ő is hús-vér élőlény szeretne lenni, nem szereti a kísértet életet. Miután a Watterson testvérek is ideiglenesen szellemek lettek, Darwin megcsókolta, amiből arra lehet következtetni, hogy az aranyhal rajong érte. Az 5. évad "A párszerző" című epizódtól Carrie és Darwin együtt járnak.

#### Banán Joe
Az osztályban ő a legőrültebb és leghumorosabb karakter, egy friss banán, aki előszeretettel énekel különféle banános melódiákat. Sokakat az őrületbe kerget folyamatos viccelődésével. Gyakran szórakozik azzal, hogy elcsúszik a saját vagy valamelyik fajtársa héján. Az édesanyja, Banán Barbara képes lefesteni a jövőt.

#### Tina Rex
A legősibb diák az Elmore Suliban, mivel egy nőstény Tyrannosaurus. Igazából nem is nagyon gonosz, csak vad módon akar barátokat találni, mert nem igazán szíveli, ha az apjával kell társalognia. Az Elmore-i roncstelepen él, így érthető, miért olyan ingerlékeny. Gumball-lal és Darwinnal többnyire kijön, bár néha velük is ordítozik. A "Lovagmunka" című epizódban ellopja Anais plüssállatkáját, Csilla Csacsit, mivel egyedül a szamárka segítette a szunyókálásban a roncstelepen. Anais, Darwin és Gumball sikerrel elveszik tőle, de miután Tina elmondja, miért kell neki a plüss, Anais nekiajándékozza, mondván, hogy neki ott van a két bátyja. Bár Tina lány, fiú hangja van. A 3. évadban nincsen beszélő szerepe.

#### Masami Yoshida
Egy kissé őrült és könnyen feldühíthető felhő Masami, Darwin ideiglenes barátnője, a Szivárvány Gyár gazdag tulajdonosának lánya. Amikor mérges, tomboló vihart tud terjeszteni. A "Kényszer" című részben Darwinnal igyekszik randevúzni, ám ezt valami mindig megakadályozta. "A vihar" epizódban felfedi, hogy szerelmes Alan-be. "Az ajándék" című részben kiderül, hogy a vezetékneve Yoshida, és hogy neki is vannak lábai. Apja Mr. Yoshida, aki a Szivárvány Gyár tulajdonosa.

#### Sarah G. Lato
Sarah G. Lato, vagy ahogy barátai nevezik, Sári egy magas citromfagylalt, az egyik legújabb diák az Elmore Suliban. Gumball és Darwin eleinte különcnek tekintik, de ők segítik a beilleszkedésben. Azért hagyta el a korábbi iskoláját, mert az ottani osztálytársai folyamatosan bántalmazták és zaklatták. Gyakran látni Masami és Carmen körül. Meglehetősen érzékeny típus, mert a többiek gyakran szándékosan kiborítják a tölcséréből. A 2. évadtól egészen a 3. évad "Az űr" című részig Molly helyettesítője volt. A két szereplő közti viszony még ismeretlen.

#### Bobert
Bobert egy kiközösített, szerencsétlen robotgyermek. Ha meg akarja védeni magát, óriásrobottá válik, bár ekkor meglehetősen lelassul a mozgása. "A harmadik" című részben Gumball és Darwin először őt akarja a harmadik baráttá fogadni, de ezt Bobert metál-páncélja megakadályozta. "A robot" című részben Gumball meg akarta tanítani neki, hogyan viselkednek az "emberek", de a nehéz gondolkodású robotfiú ezt leváltásként értelmezte, s néhány festékkel megoldva Gumball tökéletes másává lett. Bobertet nagyon sok részben láthatjuk.

#### Carmen
Egy két lábon járó kaktusz, aki nagyjából a lány osztálytársak vezetőjének nevezhető. Szerelmi kapcsolatban áll Alannel, de a tüskéi veszélyt jelentenek Alan léggömb-testére. Ezen kívül az osztálytársaik is gúnyolódtak rajtuk, ez is akadályt jelenthetett. "A legjobb" című epizódban kiderül, hogy a régi iskolájában vad volt.

#### Alan Keane
Alan egy intelligens, kékes-zöldes léggömb, Carmen néhai barátja. Túlzottan is megbocsájtó és elnéző másokkal szemben, nem látni rajta a harag és a rettegés jeleit. Az osztálytársai gyakran piszkálják fizikai okok miatt, néhányan direkt pattognak rajta, esetleg írószerekkel babrálják. Alan héliummal van töltve, így meglehetősen magas hangon beszél.

#### Leslie
Leslie egy nőies, barátságos, szelíd százszorszép, Penny unokatestvére. Leslie egy fiú. Sokat szimpatizál a lányokkal és az iskolai fuvolazenekarban játszik. "A virág" című részben Gumball azt feltételezi, hogy Penny barátja, ezért elszabadul az irigységes oldala.

#### Teri
Teri egy papíranyagú medvelány, s baktériumfóbiája miatt gyakran panaszkodik a nővéri irodában. Teri sokszor paranoiás és önző, de mégis biztatják a többiek. Az édesanyja egy doktor és baktériumirtó. Lehet, hogy Wilson Bilson rokona, hisz a fiúnak is papírteste van, igaz, ő emberszabású karakter.

#### Idaho
Idaho egy szabad szellemű burgonya, egy vidéki gazdaságról. Kevésbé népszerű az Elmore Suliban. "A mocsai"-ban kerül először főszerepbe, mikor meg akarja tanítani a Watterson családot az egyszerűbb életre, bár nem sok sikerrel. Banán Joe egyik legjobb barátja.

#### Anti
Anti (Anton) egy egyszerű pirítós. Antit gyakran érik különös és halálos balesetek, de egy kenyérpirító segítségével bármikor életre kel. Úgy tűnik, retteg a kacsáktól. Kevésbé szerepel az 5-6. évadban.

#### Magnó
Magnó (Juke) egy klasszikus magnó, akit eleinte senki nem tud megérteni a suliban, mert nem működött a beszédszintetizátora, vagyis zene módban volt. Eddig csak két epizódban volt beszélő módban, az első "A zajláda" volt, a második "Az éjszaka" volt. Nagyon türelmetlen, ha nem értik meg.

#### Duci
Duci (Sussie) egy áll, kockás ruhában, a legtöbb karaktertől haj nélkül. Duci furcsán és kicsit ellenszenvesen beszél az osztálytársaival, hangja folyamatosan rekedt. Könnyen felidegesíti a Watterson testvéreket a tudatlanságával. Ugyanúgy mint Tina Rex, ő is lány, ám fiú hangon beszél.

#### Jamie Russo
Jamie egy narancssárga kalapú, félig tehén, félig barlanglakó diák, tele erőszakkal és agresszióval. Tina Rex bandájának tagja, gyakran dobálja a többieket labdákkal. Anyjától, a tornatanártól eltérően ő nem egy három dimenziós rózsaszín kocka. Csimpilla egy évig is visszafogta az agresszivitása miatt. Apja egy golflabda-szeg. Ő is lány, és fiú hangja van, ugyanúgy, mint Tina Rex-nek és Ducinak.

#### Clayton
Clayton egy piros gyurmalabda, Gumball és Darwin néhai barátja. Bármilyen alakot képes felvenni, legalábbis azokat, amelyeket ismer. Eleinte folyamatosan hazudozik és csal, amellyel bajba keveri barátait. "A koponya" című részben került elsőként középpontba, ahol tönkreteszi a zuhanyzót, de egy koponyaarcú diákra tereli a gyanút.

#### Ocho Tootmorsel
Harry "Ocho" Tootmorsel egy Arcade-játékból származó digitális pók, aki a Selejt-klub tagja, egy titkos cselkóddal képes csalni és pénzt szerezni. Igyekszik barátságos lenni, de sok ismerőse, köztük Gumball és Darwin gyakran sértegeti, illetve negatív megjegyzéseket tesz rá. Az első évadban még csak csipog és vijjog, a második évadtól viszont érthetően, de torz hangon kezd beszélni."A nagybácsi" című részben Gumball csak azért barátkozott vele, mert azt hitte, hogy Mario (Super Mario) Ocho nagybátyja. Ocho népszerűnek tűnik, mert sok poszteren látható. A 3. évadban magazinokon, posztereken és egy évkönyvi fotón kívül nem jelent meg.

#### Colin és Felix
Colin és Felix két idétlen, gonosz és intelligens tojás. Sokkal okosabbnak gondolják magukat, mint az osztálytársaikat. Nem túl népszerű diákok, a "Klubháború" című részben a Selejt-klub tagjai.

#### William
William az egyik leghátborzongatóbb diák Tina Rex után, ugyanis egy repülő szemgolyó, fehér szárnyakkal. Csimpillának kémkedik a többiek között, s csak akkor beszél, amikor tájékoztatja a helyzetről.

#### Molly Collins
Molly egy fekete, dagadt, két lábon járó szauropoda, pompomlány. "Az űr" című részben kiderült, hogy a világ egyfajta a hibának vélte, s egy szemét-dimenzióba helyezte a 3. évad alatt, ahonnan Gumball, Darwin és Mr. Small hozza ki, a tanár mágikus autójával, Janice-vel. A második évadban Sári helyettesíti. Az oka, hogy a 3. évadban a hibák űrjében száműzték Molly-t az 5. évad "A történetek" című epizódban derül ki. "Az űr" óta ritkán jelenik meg.

#### Rob
Rob eleinte egy kék, hatalmas szemű küklopsz volt. A világ Molly-val együtt egy hibának vélte, ezért őt is hibák űrjébe száműzte. Mivel sokáig ott raboskodott, igencsak eltorzult, mire kijutott. Mivel Gumball-ék cserbenhagyták, őket tűzte ki főellenségnek. Eleinte nem igazán tud gonoszkodni, ezért Gumball és Darwin megtanítja rá. Ekkor felveszi a Dr. Romboló nevet, s egy őrült vandállá válik, aki utálja Gumball-t és minden idejét az elpusztítására szentel. "Az inkvizíció"-ban beöltözött Galád Tanfelügyelő-nek és emberekké próbálta változtatni az Elmore-i diákokat, mert meg akarta menteni őket a hibák űrjétől, de nem tudták meg a diákok, miért akarta megmenteni őket, mert Tina Rex leütötte.

### További diákok

#### Rachel Wilson
Tobias sértődékeny nővére, egy kevésbé ismert, de feltűnő kinézetű diák. Magasabbnak gondolja magát öccsénél, sok iskolatársát illeti a "lúzer" és az "ostoba" névvel. Darwin egy ideig szimpatizál vele, mivel egy buli után tönkrement a Wilson család háza, s egyedül Darwin vigasztalja a lányt. Egyedül a "Micsoda buli!" részben kapott jelentős szerepet, mivel Ben Bocquelet és más emberek utálják, ezért nem kapott új szerepet. Az is lehetséges, hogy már van helyettesítője.

#### Wilson Bilson
Wilson egy kiskorú karakter a suliban, teste papírból van Terihez hasonlóan. Először "A többiek" című részben jelenik meg. Nagyon közeli barátja Clare Cooper. Négy különböző személyisége van, az első egy pomponlányt idéz, a második egy komor, Carrie-éhez hasonló, a harmadik egy focistáéra hasonlít, s a végső egy mazsoratt-személyiség.

#### Clare Cooper
Clare egy szürkés bőrű humanoid, akinek zöld haja, aki rózsaszín kabátot hord. Miután apja elvesztette állását, a család Elmore elhagyására kényszerült. "A többiek" részben visszatér, hogy elbúcsúzzon Wilson Bilson-tól, Mr. Corneille-től és a szerelmétől, Jared Dawson-tól. De Gumball és Darwin állandóan megnehezítette a helyzetet, annak ellenére, hogy jót akartak. A végén a Watterson testvérek mégis megmentik a napot, ezért Clare mégis Elmore-ban marad. Rachel lehetséges helyettesítője.

#### Jared Dawson
Jared Dawson egy kiskorú karakter, aki szintén a negyedik szezon "A többiek" című részében debütál. Clare Cooper barátja.

#### Hector Jötunheim
Hector egy hatalmas, rózsaszín-narancssárga óriás. Mérete ellenére befér az iskolabuszba. Öles termete ellenére meglehetősen szelíd és félénk, valamint az anyja korlátozása miatt unalmas. "A kolosszus" című részben derül ki ez, amikor az anyja – egy boszorkány, aki takarítónőként dolgozik – elmondja a Watterson testvéreknek, hogyha Hector túl élénken fejezi ki az érzelmeit, veszélyt okozhat, s ez meg is történik, miután Gumball és Darwin unalmasnak nevezik az óriást.

#### Billy Parham
William "Billy" Geoffrey Fitzgerald Kitchener Parham III egy visszatérő karakter a sorozatban. Főbb szerepe eddig "Az okostojás" című epizódban volt, amikor anyjával a Watterson-oknál ebédeltek. Míg a felnőttek veszekedtek, összebarátkozott Anais-szel. Ám "A gonoszkodó"-ban Anais megutálja.

#### Hot Dog Srác
Hot Dog Srác egy kiskorú diák az Elmore suliban, legtöbbször az iskolai ebédlő mellett jelenik meg. Nem igazán ismert karakter, bár sok epizódban szerepel. Először a "Mellékszereplők"-ben kerül középpontba, később "Az ölelés"-ben kerül középpontba, amikor ölelési mániája lesz, Gumball-al együtt. Először "Az én váram"-ban beszél.

#### Julius Oppenheimmer Junior
Julius Oppenheimmer Junior egy 14 éves diák, aki az iskola egyik közveszélyes és elzárt diákja, "A tanulság" című részben debütál. "A balek"-ban derül ki a neve. Ő egy humanoid karakter bombával a fején, fekete kesztyűvel, két gombos övvel és csokornyakkendővel. Gumball és Darwin segítségével megszökik a suli zárdájából, de ugyanakkor fel is robbant, s egy kisebb bomba került a feje helyére. Igaz, a későbbi részekben ismét az eredeti formájában van.

#### Kaszás
Kaszás (Reaper) egy szintén elzárt diák, aki szintén "A tanulság" című részben jelenik meg először. Egy nagy, tetovált kéz, aki tombol a zárdában.

#### Kasza
Kaszát (Scythe-t) szintén elzárták, s "A tanulság"-ban szerepel először, amikor az őrizet teremben őrjöng. Gumball ellop tőle néhány dolgot, amitől Patkány még inkább feldühödik. Patkánynak halottas szürke bundával és sápadt arccal ábrázolták.

#### Gyepáló
Gyepáló (igazi név: Phillip, angol név: Mowdown) A negyedik őrizetes diák az Elmore suliban, egy rózsaszín kegyetlen fiú medve, aki ki nem állhatja Gumballt és Darwint. Sokan azt gondolták róla, hogy érzékeny teremtés, pedig nagyon könyörtelen, ha gúny tárgyává teszik. Először "A tanulság" című részben jelenik meg, később "A Finálé"-ban, majd a harmadik szezon "A kérdés" epizódjában.

#### Rothadt muffin
Szintén elzárt diák, keresztnév nélkül, Patkány néhai riválisa, és barátnője "A varázsital"-ban. Folyamatosan bántalmazta a többi négy bűnözőt, valamint Gumballt és Darwint is "A tanulság" című részben. "A tanulság"-ban azt mondja hogy fiú de "A varázsital"-ban Patkány barátnője (tehát nem tudjuk hogy mi az igazi neme).

#### Fuzzball
Fuzzball egy két lábú irkafirka, dülledt szemekkel. "A harmadik" című részben debütál. Afféle háttérkarakter, mint Gomba, Zöld Maci, Hot Dog Srác és a 8 bites kutya.

#### Gomba
Gomba egy kiskorú karakter az Elmore suliban. Afféle háttérkarakter, többnyire az ebédlőnél szokott álldogálni, Hot Dog Srác társaságában. "A harmadik" című részben debütál, aztán megjelenik még "A virág" epizódban Gumball mögött, majd "A név" című részben a büfénél, később a "Mellékszereplők"-ben sok más karakterrel együtt dühösen énekel.

#### Razor
A koponyaarcú, szemüveges, fekete hajú diák, akire Clayton utalt a kitalált történetben. "A koponya" című részben Gumballt, Darwint és Claytont üldözi, mert feldühítette a ráfogott cselekményt. Őrült modora miatt elbocsátották.

#### Kutyus
Egy, jelenleg ismeretlen kilétű karakter, aki nagyban hasonlít a 8 bites kutyára. Tagja az iskola szinkronúszó csapatának. Még csak egyszer, a "Klubháború" című epizódban láthattuk, amikor Gumball kipróbálta magát szinkronúszóként.

#### 8-bites kutya
Egy 8 bites, digitális kutya, aki inkább háttérszereplő. Nagyban hasonlít a "Klubháború"-ban látott kutyusra. "A harmadik" című epizódban debütál, az ebédlőben. Zöld macival és Gombával ápol szoros barátságot. Először a "Mellékszereplők" című részben beszél.

#### Zöld Maci
Zöld Maci egy támogató jellegű karakter, aki legtöbbször az ebédlőnél látható. Gyakran látni a Hot Dog Srác és a 8 bites kutya társaságában. A "Mellékszereplők" című részben sok más karakterrel együtt arról énekel, hogy elégedetlen a háttér állapotról. "A pillangó" és "A jóslat" című részekben az Elmore Plázában is megjelenik.

## További szereplők

### Nyugdíjasok

#### Marvin Finklehimer
Marvin Finklehimer egy idős piros humanoid, aki a helyi nyugdíjas otthonban él. Az "Ütött az óra" című részben megtudhatjuk, hogy a Watterson és a Finklehimer család ősi riválisok, többször versengtek egy ősi aranyóra miatt, amely kiújul, mikor minél hamarabb oda akarják szállítani az árverésre.

#### Louie Watterson
Louie egy fekete egér, aki az Elmore-i nyugdíjas otthonban él. Nagyon türelmes és nyugodt, eleinte Jo-Jo nagyi barátja, majd a férje, Frankie után. Először a "Hálának hálájával" című részben láthatjuk, amikor egy tehetségkutató show-műsor vezetője. Hetvenkét éves, vagyis kilenc évvel idősebb Jo-Jo nagyinál. "Az aláírás"-ban Richard örökbefogadja, hogy ne tudjon összeházasodni Jo-Jo nagyival.

#### Elefánt úr
Egy világoskék elefánt, aki szintén a nyugdíjas otthon lakója. Először a "Hálának hálájával" című részben láthatjuk, a nyugdíjas otthon kertjében.

#### Betty MacArthur
Betty egy idős káposzta. A nyugdíjasok otthonában él, nem tudni, van-e szeretője. Először az "Itt a vég!" című epizódban láthatjuk a Watterson család "vég-bevásárlása" során láthatjuk az Elmore Áruházban, majd később "A leglustább"-ban, amikor a többi nyugdíjassal együtt arra buzdítja Gumballt és Darwint, hogy Lusta Larry-t vessék be az apjuk ellen. Ő Donald felesége, amit "A füllentő" című epizódban tudhatunk meg.

#### Donald MacArthur
Donald szintén a nyugdíjas otthonban él. Legelőször a "Hálának hálájával" című részben szerepel, amikor fellép a tehetségkutató show-műsorban. Egy szürkés-barna csíkos négyzet, nagy, fehér bajusszal. "A fészek"-ben lehet hallani a vezetéknevét, de nehezen hallható. "A füllentő"-ben kiderül, hogy Betty férje.

#### Alison Sandra Gator
Alison Sandra Gator egy krokodil, aki valószínűleg több mint 100 éves. Először "A hűtő"-ben szerepel. Nagyon kíméletlen tud lenni, ha nem szerezheti meg azt, amit akar. Gyakran látni a szupermarketben, például "A jóslat" és "A hűtő" című részben is itt jelenik meg. Nevét "A szomszéd"-ban fedi fel.

#### Gary Hedges
Harry "Gary Hedges" Gedges egy kevésbé ismert, de aktív szereplő. Egy lila jávorszarvas, hatalmas agancsokkal. Több foglalkozása van, ő Elmore egyetlen postása,  és hirdetője. Először a "Kölcsön lemez visszajár" című részben láthatjuk, amely a legelső rész az eredeti epizódlistában. Sok dologért rajong, de nagyon feledékeny. Igazi neve "A szomszéd"-ban derül ki. Gumballék másik szomszédja.

### Kiegészítő szereplők

#### Larry Needlemeyer
Laurence "Larry" Needlemeyer egy szikla ember, aki Elmore szinte összes létesítményében, köztük a Joyful Burger-ben, a Lézer Videó-ban, a Csapó 2000-ben, a benzinkúton és a szupermarketekben dolgozik pénztárosként. "A pizza" című részben megtudhatjuk, hogy ő tartja össze a várost, miután ugyanis felmond minden állásából, kitör az apokalipszis. Egy ideig "Lusta Larry" néven volt ismert, mivel ő volt Elmore leglustább lakója egészen 1983 nyaráig, amikor Richard legyőzte. Larry nem igazán bízik a Watterson családban, mivel azok gyakran bajba sodorják őt a foglalkozásaiban. Kiderül az is, hogy soha nem fizetnek neki kártérítést.

#### Karen
Karen Larry barátnője, akinek szintén több foglalkozása van, például "A határ" című részben az Elmore-i Áruház, míg a "Mellékszereplők"-ben a Chanax Ink. dolgozója. Először az "Itt a vég!" epizódban láthatjuk. "A leglustább" epizódban Larry már megkérné a kezét, ám Gumball és Darwin csúfosan félbeszakítja.

#### Muffin Asszony
Muffin Asszony egy kevésbé népszerű karakter a sorozatban. Úgy tűnik, hogy nem szereti a gyerekeket és a munkáját, mindig közönyös hangnemben beszél róluk. Először a "Kölcsön lemez visszajár" című részben láthatjuk, amikor Gumball és Darwin sminkmodellnek jelentkezik.

#### Muffin Úr
Muffin Úr "Az aláírás" című részben szerepelt először. Ő egy barna muffin, a fején francia drazséval. Úgy tűnik, női megfelelőjéhez hasonlóan eléggé flegma. Nem tudni, van-e bármilyen kapcsolat közte és Muffin asszony között.

#### Pantsbully
Ő egy kevésbé lényeges karakter. Egy nagy, kék mignon, akit először "A harmadik" című részben láthatunk. Több munkája van. Nagyon hájas termetű. A "Hálának hálájával" epizódban megtudhatjuk, hogy ért az újraélesztéshez, míg "A jóslat"-ban azt, hogy van családja.

#### Hexagon hölgy
Hexagon hölgy egy felnőtt szereplő, aki látszólag nagyon puccos. Az Elmore-i Áruházban dolgozik. Legelőször az "Ütött az óra" című epizódban láthatjuk, amikor Marvinnal próbál randevúzni. Ő is megjelenik a "Mellékszereplők" részben az extra szereplők soraiban.

#### Charlie
Charlie egy magas felhőember, aki a Chanax Ink. dolgozója. Lehet, hogy rokona Masaminak vagy Mr. Small-nak. Baráti kapcsolatban van Richard-dal. Nem igazán lényeges karakter. Először az "Itt a vég!" című részben láthatjuk.

#### Papírlabda
Ez egy újságpapír, aki a gonosz Mr. Chanax alteregója. Szintén az "Itt a vég!" című részben láthatjuk először, az élelmiszerboltban. Larry-hez és Pantsbully-hoz hasonlóan neki is több munkahelye van, egyszerre dolgozik a Chanax Ink-nél és a Szivárvány Gyárnál.

#### Lenny Smith
Egy 3D-s kockákból álló, neonzöld fickó, aki kissé egy Lego emberre hasonlít. Az "Itt a vég!"-ben látjuk először, a hosszú sorban az élelmiszerboltban. A "Képben vagyunk" című epizódban is megjelenik, amikor Richard munkát vállal a Chanax Ink-nél. Munkatársaival barátságos, ám más embereket megvet.

#### Goblin
A Goblin a Chanax Ink. későbbi vezetője, aki imád golfozni, ezzel dönti el, cégének mely tervei jók, és melyek rosszak. "A segéd"-ben lesz a vezető, amikor Patrick Fitzgerald egy golfversenyen le akarja győzni, hogy Goblin felhasználhassa az építési terveit.

#### Hank, George és Steve
Egyfajta Lego-kiborgok, akik az Elmore-i építőiparnak dolgoznak, Patrick Fitzgerald munkatársai. Hank és George "A lovagok", míg Steve a "Mellékszereplők" című epizódban jelenik meg először, de "A burok"-ban szó esett egy negyedik munkás bevezetéséről is. "Az unalom"-ban kiderül, hogy Hank színvak.

#### Narancs őrök
A narancs őrök kevésbé jelentős karakterek, akik vagy a Chanax Ink. épületét, vagy az Elmore Plázát őrzik. Az építőipari kiborgoktól eltérően nem ismerjük a nevüket, de összesen két darab narancsőr van, eltérő arccal. Elsőként "A mocsai" részben jelennek meg, akkor a Chanax Ink-nél őrködnek, majd "A határ"-ban.

#### Fánk rendőrfőnök
Fánk rendőrfőnök egy rózsaszín-matt fánk, ahogy a neve is sugallja, az Elmore-i rendőrség egyik tisztje. Meglehetősen felelőtlen és mindig illetéktelen ruhában van, gyakran bohóckodik.

#### Hamburger zsaru
A hamburger zsaru egy antropomorf hamburger. Annak ellenére, hogy eredetileg Richard fantáziájának szüleménye, aki megjelenik Elmore-ban több másik epizódban, azaz ő valójában igazi. "A finálé"-ban derül ki, hogy zsaru.

#### Hasábburgonya
A hasábburgonyák (több van belőlük) szintén zsaruk. "A világ"-ban debütálnak, amikor Gumball megeszi őket, ennek ellenére is élnek és nagyobbak is a többi epizódban.

#### Kávé zsaru
A kávé zsarut először "A név"-ben láthattuk. Ő valószínűleg egy új rendőr, és leginkább Fánk rendőrfőnökkel dolgozik együtt. Ez egy kávéscsésze, aki egy rendőrkalapot hord.

#### Hot Dog tiszt
A hot dog tiszt egy kisebb jelentőségű rendőr, aki "A barát"-ban és "Az alapító"-ban jelent meg eddig. Olyan, mint egy igazi hot dog, leszámítva, hogy végtagjai vannak és rendőrsisakot visel. Elképzelhető, hogy Hot Dog Srác apukája.

#### Szóda zsaru
A szóda zsaru egy másik kisebb rendőr, szintén "A barát"-ban jelent meg. Ez egy piros szódás üveg, aminek fekete keze és lába van, valamint rendőrsisakot hord a fején és rendőri csillagot a mellkasán.

#### Vontatókocsi Pilóta
A vontatókocsi pilóta egy kékesszürke humanoid, aki "A póni" című epizódban jelenik meg először. Nagyon hasonlít a Narancs őrökre. Úgy tűnik, hogy egy tisztességes munkavállaló, de "A póni"-ban önzőnek látszik, mivel amikor Neck Beard beszorul egy aknába, nem foglalkozik vele, mert Gumball és Darwin közelebb van hozzá.

#### Zöld Biztonsági őr
A zöld biztonsági őr egy zöld humanoid, aki egy egy fehér vagy sárgás inget visel, barna nadrággal. Úgy tűnik, nagyon kötelességtudó a munkájánál, például az "Itt a Vég!"-ben megakadályozza, hogy Gumball, Darwin és Richard fizetés nélkül fejezzék be a "vég-bevásárlás"-t. Csak három epizódban jelenik meg: "Itt a vég", "Az anyák", "A biztonság".

#### Wiking
Párszor buszvezető, "Az unalom" című epizódban és "A gyerekek" epizódban látható. Kevésbé ismert, annyit tudunk, hogy baltája van, sisak van a fején, és nagy bajsza és szakálla van. "Az unalom"-ban egy sárkányon lovagol Colinnal és Felixszel, ami még egyszer megtörténik "A vegetálás"-ban.

### Egyéb karakterek

#### Robinson család
Gaylord és Margaret Robinson Wattersonék örökké veszekedő és kárörvendő szomszédai, Rocky szülei. Szürke, hájas, kopasz gnómokra hasonlítanak, egyedül Margaret hord parókát. Mégis a veszekedés tartja össze őket, anélkül szétesnek, ahogy a "Kis-sértett járás" részben kiderül. Gaylord, ahogy Gumball-ék nevezik, Robinson bácsi Richard örökös vetélytársa, hisz mindketten munkanélküliek, nyakkendősek és lusták. Egyik alkalommal majdnem összebarátkoznak, mikor csapdába esnek egy kukában. Margaret csak a meh szavakat ismeri többnyire, amivel Gaylord-ot gyakran felbosszantja. A Robinson és a Watterson család örök riválisok. Margaret egy pszichopata amit a 4. évad "A gonosz"-ban deríthetünk ki.

#### Fitzgerald család
Fitzgeraldék egy antropomorf mogyoró család, amely Elmore-ban él. Mindegyik tagja egy különböző méretű és formájú mogyoró, hatalmas agancsokkal, szem- és szájnyílásokkal. Wattersonék tökéletes ellentétei. Házi kedvencük Bújócska, a mérges óriáspók. Abból kiindulva, hogy Penny valójában egy alakváltó tündér, a család többi tagjai is hasonló lények lehetnek.

#### Wilson család
Wilsonék egy színes, puffadt lényekből álló família, amelynek tagjai Tobias, Rachel, Jackie és Harold Wilson. Látszólag dúsgazdagok és sportosak, valamint sok esetben hiúak a többi emberrel. Tobias és Rachel ki nem állhatják egymást, mivel Tobias folyamatosan idegesíti nővérét az Elmore Suliban. Ők is rajonganak a Csilla Csacsi univerzumért.

#### A Banánok
Elmore-ban Banánoknak is családja van, amely Joe-ból és szüleiből, Barbarából és Bob-ból áll. Csimpilla tanárnő ki nem állhatja őket, ami a "Felelősség"-ben kiderül. Bob és Barbara hamarabb debütált a sorozatban, mint Joe. Látszólag nagy pizza-rajongók, hisz "A munka" című részben véget nem érő pizza-táncot járnak, mikor Gumball és Darwin pizzát szállít nekik. Banán Barbara le tudja festeni a jövőt.

#### Idaho családja
Idaho családját "A mocsai" című epizódban láthatjuk először. Mindannyian burgonyák, akik farmer-életmódot folytatnak, s szabad szelleműek.

#### Duci családja
Duci családja különböző bábokból áll, akik igen furcsán beszélnek és igen különös dolgokat művelnek. Gyakran kísértetiesen lihegnek és sziszegnek.

#### Sáros hüvelykujj (Sal Left Thumb)
Elmore titokzatos bűnözője, rendszeresen lop. Mindig sárlenyomatot hagy a bűntett helyén, ebből ered a neve. Az egyik legkeresettebb bűnöző, de Fánk rendőrfőnök soha nem képes elkapni. Legtöbbször kisboltokat rabol ki, de "Az átverés" című részben a benzinkutat is fosztogatja, amikor Gumball és Darwin majdnem elkapja.

#### Csavargó (Hobo)
Egy szőrös, izzadt, barna alak, aki alkalmanként lopni szokott, például amikor Gumball és Darwin koldul, elveszi a pénzüket. Később, "A szent" című részben Alan 20 dollárt ad neki, amivel nyer egy nyereményjátékon, így dúsgazdag lesz, de a további részekben mégis csavargó marad.

#### Tony
Sok részben szerepel. Ő a sorozat legkövérebb szereplője a tornatanár után. Lehet, hogy egy sajt-anyagú humanoid. Néha látni rózsaszín fejkötővel, ebből arra lehet következtetni, hogy sportoló. Elsőnek a "Karácsony" című részben látszódik.

#### Csilla Csacsi
Csilla Csacsi (Daisy The Donkey) egy híresség Elmore-ban, aki egy gyerekműsor főszereplője. Anais-nak van egy Csilla Csacsi plüsse. Csillának van saját mókahelye (Csilla Land) és még egy gabonapehely dobozán is rajta van (Csilla Pehely). A 3. évadban és a 6. évadban nem sokszor jelenik meg.

#### Felicity Parham
Felicity Parham a sorozat egyik visszatérő karaktere, akit először a "Karácsony"-ban láthatunk, az Elmore Városi Kórházban. Van egy fia, Billy, és egy névtelen férje, akit a "Mellékszereplők"-ben láthatunk. A Chanax Ink. dolgozója. Legnagyobb szerepét "Az okostojás" című epizódban kapja. Billy-vel vacsorázni megy a Watterson családhoz, ám összeveszik a szülőkkel és Gumball-Darwin párosával. Eközben Billy és Anais között erős barátság szövődik.

#### Mr. Rex
Tina apja, az Elmore-i roncstelep réme, egy könyörtelen, szürke Tyrannosaurus. Lehet, hogy vak, mivel látszólag nincsen szemgolyója. Míg Tina az Elmore Suliban a legnagyobb, Mr. Rex az egész városban. Először a "Lovagmunka" című epizódban jelenik meg. Nagyon agresszív és erős, egyedül csak Nicole tud elbánni vele.

#### Alan szülei
Alan szülei, azaz Dexter és Jessica, először "A burok" című epizódban szerepeltek. Míg Dexter vörös, Jessica citromsárga színű. Az egyik alkalommal, amikor Gumball rá akarta venni Alant, hogy kiakadjon, eladta őket egy bohócnak, aki lufiállatokat csavart belőle.

#### Anti szülei
Anti szülei – fiukhoz hasonlóan – pirítósok, akik nagyon hasonlítanak fiukra. Általában, ha Anti meghal, ők keltik életre a kenyérsütőjükkel. Anti anyukája csak abban különbözik férjétől, hogy hatalmas ajak van rárajzolva.

#### Albert/Mic
Albert egy gusztustalan, flegma iszapember, aki a "Felelősség"-ben debütál. Hatalmas szemüveget hord, amely kissé vaksivá teszi. A "Felelősség"-ben Richard őt kéri meg, hogy legyen Anais bébiszittere, de Nicole elküldi és inkább Gumball-ra és Darwin-ra bízza a feladatot, mert irtózott az alaktól. "A háló"-ban is megjelenik ahol a Szivárvány Gyárban dolgozik egy karbantartóként, de ebben a részben Mic a neve.

#### Olvasztott Sajt Srác
Az olvasztott sajt srác egy visszatérő karakter. Ő egy sajtanyagú humanoid lény, amely úgy tűnik, olvadozik. Nem visel ruhát, kivéve egy lila kalapot és egy alsónadrágot. Legtöbbször egy nem-beszélő cameo, "Az áruló" című epizódban van az első beszélő szerepe.

#### Cowboy
A cowboy egy túlsúlyos lila humanoid, aki egy barna cowboy kalapot és egy fekete cowboy csizmát visel, valamit nagy bajusza és tokája van. Először "A hős társa" című részben láthatjuk, az utcán.

#### Hullócsillag
A hullócsillag egy nyereményjátékokat irányító műsorvezető, Richard, Donald és Gary barátja. Ő egy egyszerű, két lábon járó,izzó sárga csillag. Úgy tűnik, egy szivárványt húz maga után. A "Bajuszbaj" című epizódban debütál.

#### Rosie
Rosie egy magas hangú nyuszibaba, akit "A harmadik" című részben láthatunk először. Fehér szőre van, egy virágot hord a fején és egy szív van a mellkasán.

#### Jeff Benson
Jeff Benson egy kukoricacsutka, amelyből végtagok csíráznak ki. Úgy tűnik, nagylelkű, "A nyafogás"-ban például pénzt adományoz az "elszegényedett" Gumball-nak és Darwinnak. Elsőként "Az eladás" című epizódban kerül főszerepbe.

#### Susan Benson
Susan Benson egy gomba, aki "Az eladás"-ban jelenik meg és kap nagyobb szerepet először. Susan Jeff felesége. Úgy tűnik, Susan nagyon érett, mert észrevette, hogy a Robinson ház alatt olaj van.

#### Quattro Pepperóni
Mr. Pepperóni egy antropomorf szalámis pizza, tengerész sapkában. Úgy tűnik, Siciliana férje. Először "A munka" című epizódban láthatjuk, amikor egy pizzát rendel attól a pizzériáról, ahol Richard dolgozott, de Gumball és Darwin szállította ki.

#### Siciliana Pepperóni
Siciliana Pepperóni szintén egy pizza, aki Mr. Pepperóni felesége. Siciliana egy hosszú vörös ruhát hord. Szintén "A munka" című részben láthatjuk először. Igen nagy arca van.

#### Carmen apukája
Carmen apukája – lányához hasonlóan – egy kaktusz, akit "A nyafogás" című részben láthatunk először. Mindössze abban különbözik lánya kinézetétől, hogy valamivel nagyobb nála és bajsza is van.

#### Carmen anyukája
Carmen anyukája egy világoszöld kaktusz, eléggé furcsán álló ágakkal. Először "A burok"-ban láthatjuk. Jóval nagyobb lányánál, valamint az ágai is szélesebbek nála.

#### Tojásember
A tojásember egy kis jelentőségű karakter. Egy nagy szemöldökű, bajszos tojás, aki az "Itt a vég!" című epizódban láthatunk, amikor sorban áll az élelmiszerboltban. Úgy látszik, fekete kalapot és fekete nadrágot visel. Lehet, hogy a tojásfejűek apukája.

#### Daniel Lennard
Daniel Lennard "A terv"-ben jelenik meg, amikor Gumball, Darwin és Anais terveket eszel ki ellene, nehogy ellopja Nicole-t. Zöld színű, gazdag, és nyálas. A gyerekek a rész végén jönnek rá, hogy Daniel Lennard nem is egy ember, hanem egy márka. Egy producer neve is Daniel Lennard.

#### Netrendőr
A Netrendőr egy régi vágású floppy lemez, aki a Netrendőrségnél dolgozik, de nem jártas modern technológiában. Először "Az internet" című epizódban láthatjuk. Még azt sem tudja, hogyan kell e-mailt küldeni: csupán leírja a szavakat egy papírra, s beteszi a CD-ROM-ba. És szerepel "Az alapító"-ban is ahol egyedül ő gyanakszik arra hogy nem Richard a gazda, ezért a Goblin egy csapó ajtó segítségével ledobja a recepcióra.

#### Gyakornok bacon
A gyakornok bacon kevésbé lényeges szereplő a sorozatban. Először a "Kölcsön lemez visszajár" című epizódban jelenik meg. Ez egy kis darab szalonna fekete vonal végtagokkal. Egy zöld rövidnadrágot visel.

#### Kórházi orvos
Őt először a "Karácsony" című epizódban láthatjuk. Az orvos egy humanoid kötszer, doktori ruhában. Hasonlít a mentősökre és az iskolai védőnőre. Tény, hogy eddig minden egészségügyi karakter kötszer a sorozatban, kivéve Dr. Feneket, Dr. Könyvet, és az izgága tudóst.

#### Alakzat emberek
Az alakzat emberek először az "Itt a vég!" című epizódban láthatjuk. Először a "Mellékszereplők"-ben kapnak nagyobb szerepet. Ezek különböző méretű és színű geometriai alakzatok, akik gügyügve társalogva egymással. "A félreértések" megmutatja, hogy ha a hüvelykujjadat mutatod nekik, az sértő a kultúrájuknak.

#### Fekete téglalap
A fekete téglalap egy jellegzetesebb alakzat, akit először az "Itt a vég!" című részben láthatunk. Nagyjából olyan magas, mint Idaho. Nem beszél, hanem inkább zümmög és sziszeg.

#### Sárga idős ember
Ez egy sárga ovális, aki a "Hálának hálájával" című epizódban debütál. Egy barna színű, alacsony sétapálcát hord magánál, s pirosas kesztyűt visel. Lehetséges, hogy a nyugdíjas otthonhoz tartozik.

#### Jamie apja
Jamie apja egy golfladba-szeg, aki a tornatanár férje. Kissé félénknek tűnik, így eléggé különbözik a feleségétől és a lányától is. Érdekes, hogy a család mindegyik tagja más fajból származik.

#### Izgága tudós
Az izgága tudóst csak egyetlen epizódban, "A szent"-ben láthatjuk. Ő egy lila hajú, laborköpenyt viselő sertés, aki különböző gyógyszerekkel kísérletezett embereken. Gumball és Darwin vállalkozott rá, mert azt remélték, ezzel szerencséssé válhatnak, bár a kísérlet sikertelen lett. Ezután az izgága tudóst feltehetően elbocsátották.

#### Csapó 2000 tulajdonosa
A Csapó 2000 tulajdonosa egy kis, levendula maci, nagy levendula szemmel. Nagyon szigorú, például megtiltja Larry-nek a "Kölcsön lemez visszajár"-ban, hogy visszaadja az elégedetlen vásárlók pénzét. Úgy tűnik, hogy megtévesztő, mert képes becsapni Gumball-t, Darwin-t és Richard-ot, amikor videójáték helyett iratmegsemmisítőt ad nekik.

#### Vágólap férfiak
A vágólap férfiak a rendszergazdák Darwin kutatásánál "A lángelme" című részben. Úgy tűnik, ők főleg a Chanax Inc. dolgozói. Mindketten vágólapok. A karok, a lábak és az arcok 8 bites divattal vannak kialakítva, ami arra utal, hogy ők technológiaiak.

#### Mrs. Tootmorsel
Ocho anyukája egy 8 bites, hatalmas méretű, hatszemű pók. Úgy tűnik, képes repülni, illetve járműként el tud szállítani másokat. Ocho-tól eltérően sokkal szelídebb és józanabb, habár kinézete éppúgy ijesztő, mint fiáé. Kissé felhőszerű alakja van. Eddig egyetlen epizódban, a "Bunkofon"-ban láthattuk.

#### Dr. Fenék
Dr. Fenék egy orvos, aki az Elmore-i kórházban dolgozik. Ez egy hatalmas fenék, aki meglepően hasonlít Richard-éra. Egy orvosi köpenyt visel és egy nagy szemüveget hord.

#### Dr. Könyv
Dr. Könyv szintén egy orvos. Egy lila könyv, barna hajjal. Először "A szent"-ben szerepel, utoljára pedig "Az alapító"-ban.

#### Ovális család
Az ovális famíliát először a "Karácsony"-ban láthattuk. Lehet, hogy ők (a Parham családhoz hasonlóan) is helyettesítő karakterek.

#### Anya és fia
Ezek – ismeretlen nevű – emberszabásúak, akik fekete nyúlfüles sapkát hordanak. Csak az első évad néhány epizódjában szer az élelmiszerboltban, majd később a játszótéren.

#### Anya és babája
Az anya-baba párost csak az "Itt a vég!"-ben és a "Bajusz-Baj"-ban láthatunk. Úgy tűnik, kis bozontos humanoidok, akik hasonlóak az Anya és fia pároshoz.

#### Az internet (Légió)
Az Légió egy számítógép, ami irányítja az internetet. Először „Az internet”-ben szerepel amikor Gumball feltöltött egy kínos videót, amit le akar törölni és ezért el kell mennie hozzá. Másodszor a „A szeretet”-ben jelenik meg, amikor próbál ismerkedni a Hexagon hölggyel, de nem jön össze neki. Ezután „A mellékszálak”-ban Rob elrabolja.

## Egyéb